# Graciela Maturo
Graciela Maturo (Santa Fe, 15 de agosto de 1928-Buenos Aires, 11 de septiembre de 2024) fue una escritora, poeta, americanista y profesora argentina, retirada de la cátedra e investigadora de las Letras. Fundadora del Centro de Estudios Poéticos Alétheia, fue miembro honorario del Centro de Estudios Filosóficos “Eugenio Pucciarelli” en la Academia Nacional de Ciencias de Buenos Aires.

## Biografía
Estudió en la Universidad de Cuyo y obtuvo un doctorado en la Universidad del Salvador. Ejerció la docencia superior en la Universidad de Buenos Aires en las cátedras de Introducción a la Literatura y Teoría Literaria (1969-1997), y ocupó otras cátedras la Universidad Católica Argentina (1988-2003), la Universidad Nacional de Cuyo (1958-1968), el Instituto Franciscano, la Universidad del Salvador y la UCES. Fue directora de la Biblioteca Nacional de Maestros del Ministerio de Educación (1990-1993).  Dirigió la revista de poesía y poética Azor (Mendoza, 1958-1963) y la revista Megafón, (Buenos Aires, 1975-1989) órgano del Centro de Estudios Latinoamericanos de la Argentina, que fundó en 1970. Entre 1965 y 1973 mantuvo correspondencia con Julio Cortázar. Desplegó una intensa actividad como fundadora de centros y grupos de investigación, directora de revistas, colecciones y volúmenes grupales, asesora de editoriales, entre otras tareas culturales. Fue jurado de premios nacionales y del Premio Internacional “Rómulo Gallegos”. Colaboró en revistas argentinas como el Boletín de la Academia Argentina de Letras, la revista Letras de la UCA, Utopía y Praxis Latinoamericana (CESA) de la  Universidad del Zulia, la revista colombiana Aleph y otras de distintos países. En los últimos años dictó cursos y conferencias en países latinoamericanos y europeos.
La Universidad Católica Argentina la designó Profesora Consulta. Dirigió el Aula María Zambrano que es parte de la Cátedra Libre de Estudios Andaluces de la Universidad Nacional de La Plata, y la Cátedra Leopoldo Marechal en la Universidad de Congreso, Mendoza. En 2011 formó parte del grupo de intelectuales que apoyó la candidatura de Eduardo Duhalde. En el 2013 fundó la revista digital Kairós. Estudios del Nuevo Mundo junto a Sergio Fuster y Alejandro Drewes, renunciando un año después por razones editoriales, la misma pasó a llamarse Los Tiempos Nuevos. Estudios de América Latina.
Cultivó una línea de pensamiento humanista, renovada por la fenomenología de Edmund Husserl y la hermenéutica moderna de Paul Ricoeur, crítica del abordaje academicista de la literatura tratando de recuperar el simbolismo de las mismas y su espacio místico y contemplativo en la razón poética y defiende la legitimidad de un pensamiento humanista americano.
Falleció en Buenos Aires el 11 de septiembre de 2024 los 96 años.

## Publicaciones
Su obra publicada, que mereció varias distinciones, abarca la poesía, el ensayo y la investigación literaria:

### Ensayo e investigación
- Proyección del Surrealismo en la literatura argentina, Ediciones Culturales Argentinas, 1967, reedición ampliada en vías de publicación;
- Julio Cortázar y el Hombre Nuevo, 1.ª ed. Sudamericana, 1968, 2.ª ed. ampliada, Fundación Internacional Argentina, 2004;
- Claves Simbólicas de García Márquez,1972,  2º edición ampliada F.García Cambeiro, Buenos Aires, 1977;
- La literatura hispanoamericana, De la utopía al Paraíso. F.García Cambeiro, 1983;
- Fenomenología, creación y crítica, F.García Cambeiro, 1989,
- La mirada del poeta, Corregidor, Bs. As, 1996, 2.ª edición ampliada, Madrid, Amargord, 2008;
- La identidad hispanoamericana. Problemas y destino de una comunidad, Tekné, Buenos Aires, 1997;
- Marechal: el camino de la belleza, Biblos, Buenos Aires, 1999;
- La razón ardiente. Aportes para una teoría literaria latinoamericana, Biblos, Bs As, 2004;
- Relectura de las crónicas coloniales del Cono Sur (directora), USA-CONICET, Buenos Aires, 2004;
- El humanismo indiano, (editora) UCA, Buenos Aires, 2005.
- Literatura y Filosofía desde América Latina, Universidad de Caldas, Manizales (Colombia), 2007;
- Los trabajos de Orfeo, EDIUNC, Mendoza, 2008;
- La opción por América, Editorial Ross, Rosario, 2009;
- América: recomienzo de la Historia, Biblos, Buenos Aires, 2010.
- El humanismo en la Argentina Indiana, Biblos, Buenos Aires, 2011. (Además, obras didácticas publicadas por Editorial Tekné, y dirección de volúmenes grupales del CELA).
- La poesía: un pensamiento auroral. Alción, Córdoba, 2014;
- Cortázar. Razón y revelación. Biblos, Buenos Aires, 2014.
- El surrealismo en la poesía argentina, 2015.

### Poesía
- Un viento hecho de pájaros, edición Laurel, Córdoba (Arg.) 1958;
- El Rostro, Montevideo, 1961, con prólogo de Carlos Mastronardi, reed. Ciudad Gótica, Rosario, 2007;
- El mar que en mí resuena, Buenos Aires, Ismael Colombo, 1965;
- Habita entre nosotros, Mendoza, Azor, 1968; Canto de Eurídice, Buenos Aires, Último Reino, 1982;
- El mar se llama ahora con tu nombre, Último Reino, 1993;
- Memoria del Trasmundo, Último Reino, 1995, reed.1999;
- Cantos de Orfeo y Eurídice, Córdoba, Ed. El Copista, 1997;
- Nacer en la Palabra, Mendoza, Ediciones Culturales de Mendoza, 1997;
- Cantata del agua (plaqueta), La luna que, Buenos Aires, 1998;
- Navegación de altura, Último Reino, Buenos Aires, 2004;
- Antología Poética, Fondo Nacional de las Artes, Bs. As. 2008;
- Bosque de Alondras. Antología poética 1958-2008, Universidad Cecilio Acosta, Maracaibo, 2009.
- Jardín de arena, Buenos Aires, en prensa.

## Premios y distinciones
- Distinción «Personalidad sobresaliente de las Letras» de la Academia Argentina de Letras (2018)
- Premio Konex Letras - Ensayo Literario. Diploma al mérito, 2024.[5]